# Filialkirche St. Johann im Walde

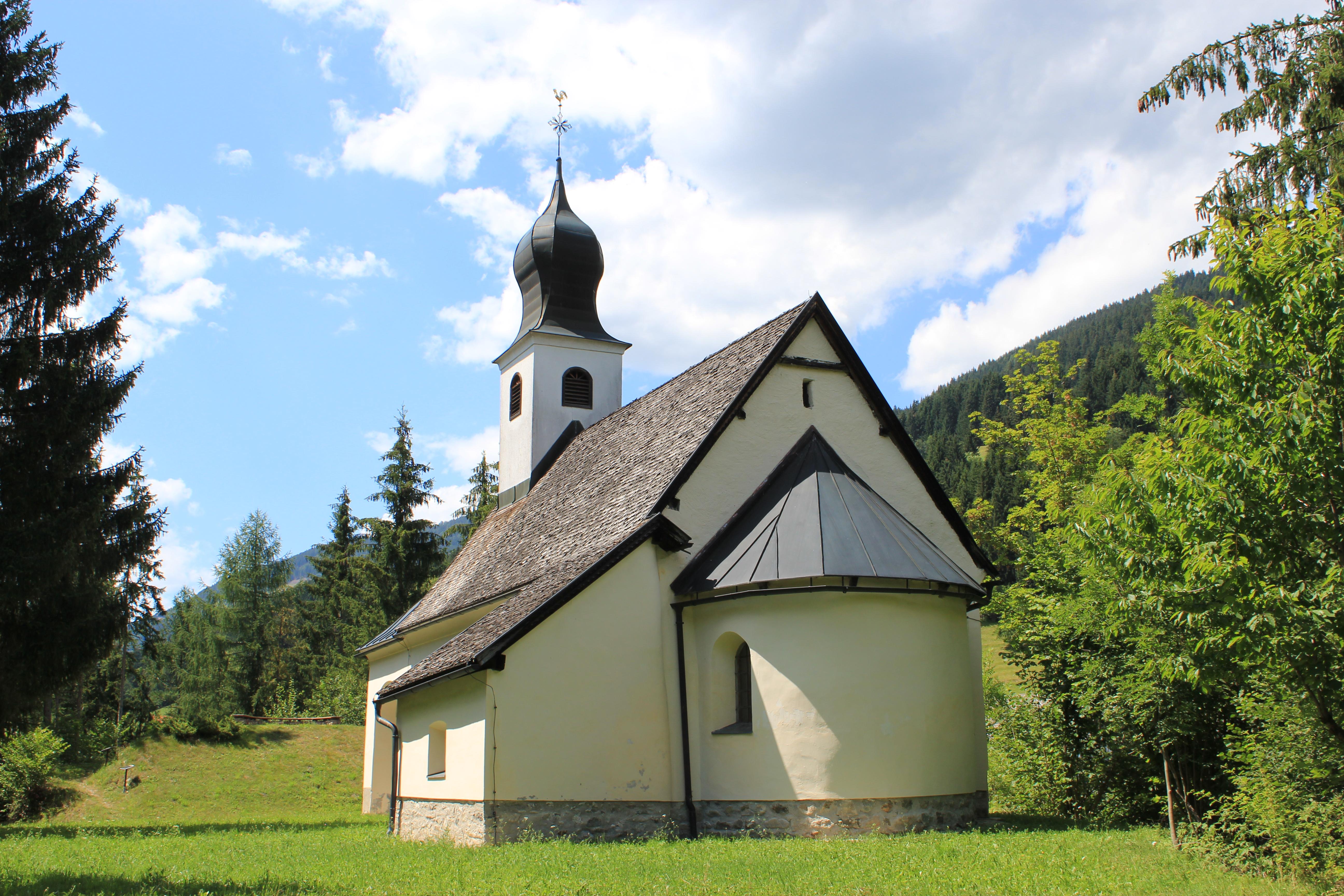
Filialkirche St. Johann im Walde

Die römisch-katholische Filialkirche St. Johann im Walde steht auf einer Waldlichtung bei Stresweg in der Gemeinde Irschen. Die 1242 erstmals urkundlich erwähnte Kirche gehört zur Pfarre Irschen. St. Johann im Walde war früher ein Wallfahrtsort, zu dem dreimal jährlich Prozessionen aus fremden Pfarren kamen. Bis 1928 fand hier am Johannistag ein Widderopfer statt, das gegen Schafsräude und Hagelschlag schützen sollte.

## Baubeschreibung
Das Gotteshaus ist ein um 1600 errichteter, einschiffiger Barockbau mit einer niedrigen, halbkreisförmigen Apsis und einer Bogen geöffneten Vorhalle. Der Dachreiter mit einer Glocke vom Anfang des 13. Jahrhunderts wird von einer Zwiebelhaube bekrönt. In der Südostkecke befindet sich ein kleiner Sakristeianbau. Der Innenraum wird von einer Flachtonne überwölbt. Die Deckengemälde zeigen die Taufe Jesu und die Bootsfahrt auf dem See Genezareth.

## Einrichtung
Der um 1670 bis 1680 geschaffene Hochaltar zeigt am Altarblatt die Enthauptung Johannes des Täufers. Die Gemälde am Korb der Kanzel aus der zweiten Hälfte des 18. Jahrhunderts stellen die vier Evangelisten dar. In der Triumphbogenlaibung sind Konsolfiguren der Apostelfürsten Petrus und Paulus vom Ende des 17. Jahrhunderts aufgestellt.
Zur weiteren Ausstattung der Kirche zählen eine in einer barocken Vitrine aufbewahrte bekleidete Prozessionstragefigur der Muttergottes mit Kind, eine geschnitzte Johannisschüssel aus dem 17. Jahrhundert sowie Bilder vom Ende des 18. Jahrhunderts mit den „Sieben Fällen Jesu“.
Die 1737 von Elias Pratzer (auch: Protzer) gebaute Orgel auf der vorschwingenden Westempore stand ursprünglich in der Pfarrkirche Irschen.